# Castello di Lednice
Il castello di Lednice (in ceco Zámek Lednice, in tedesco Schloss Eisgrub) si trova nella città omonima del Distretto di Břeclav nella Moravia Meridionale della Repubblica Ceca. La sua storia inizia nel XIII secolo e rientrando nel paesaggio culturale di Lednice-Valtice appartiene ai patrimoni dell'umanità della Repubblica Ceca.

## Storia

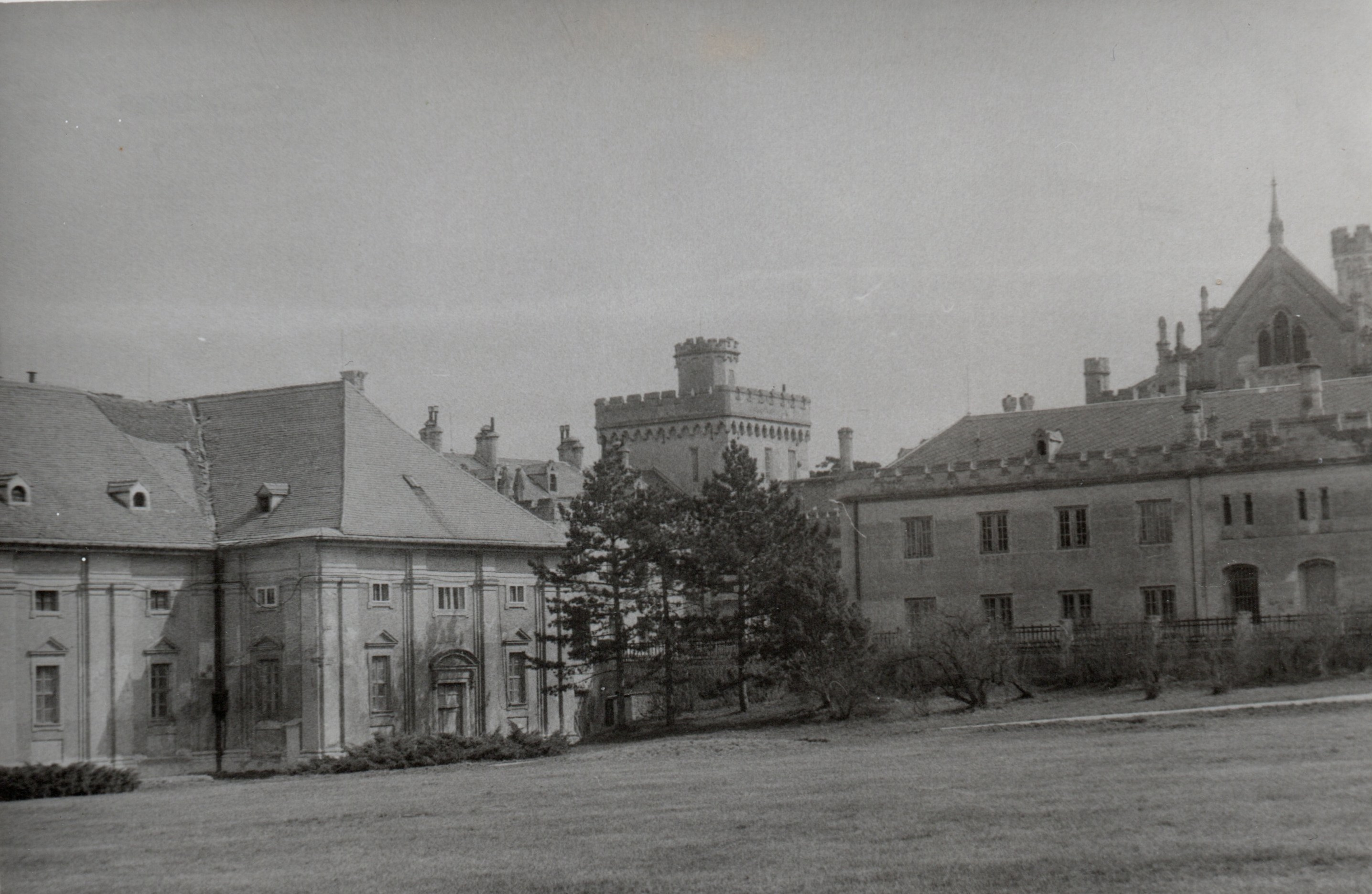
Il castello di Lednice negli anni ottanta del XX secolo

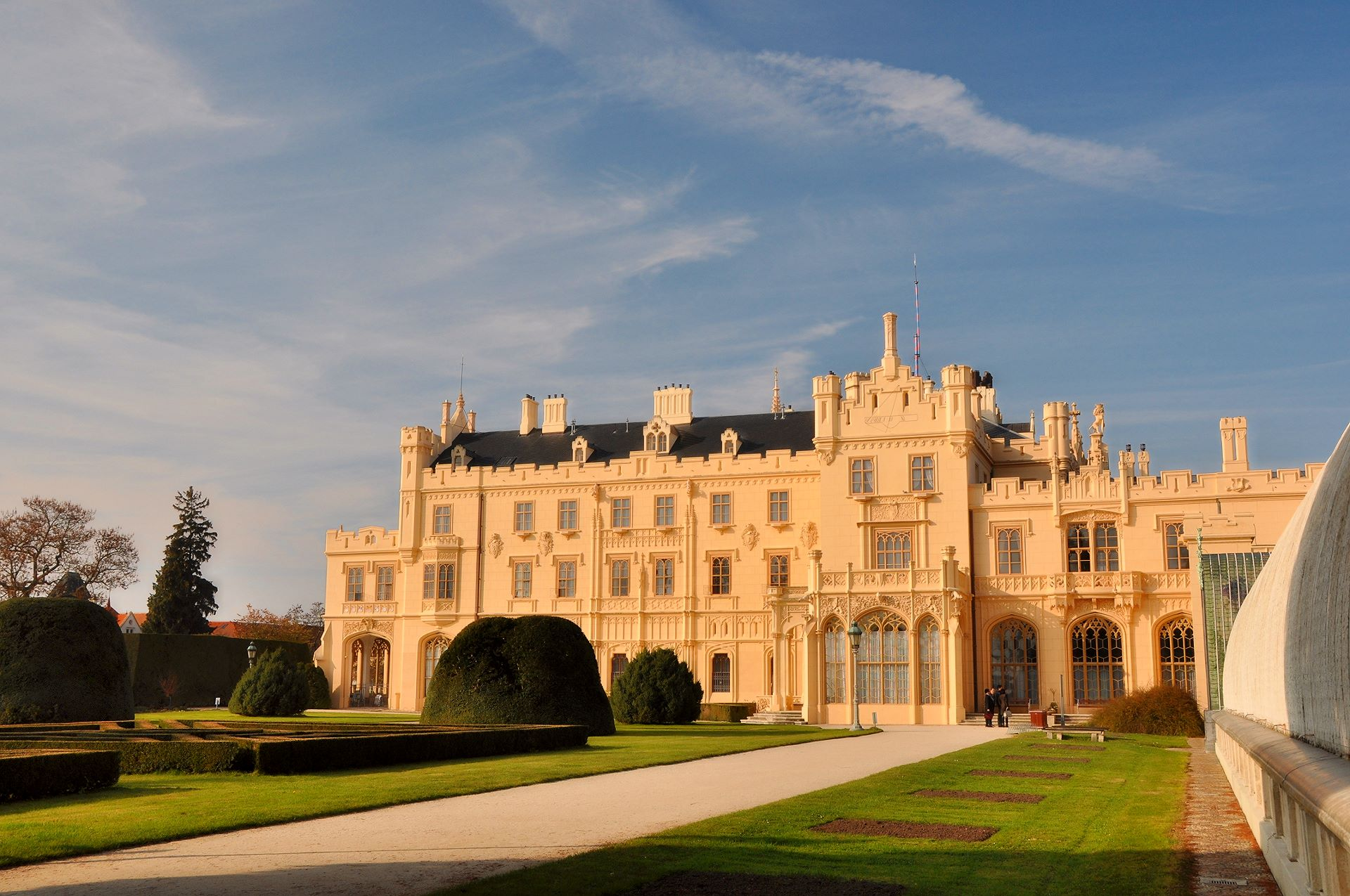
Facciata est del castello

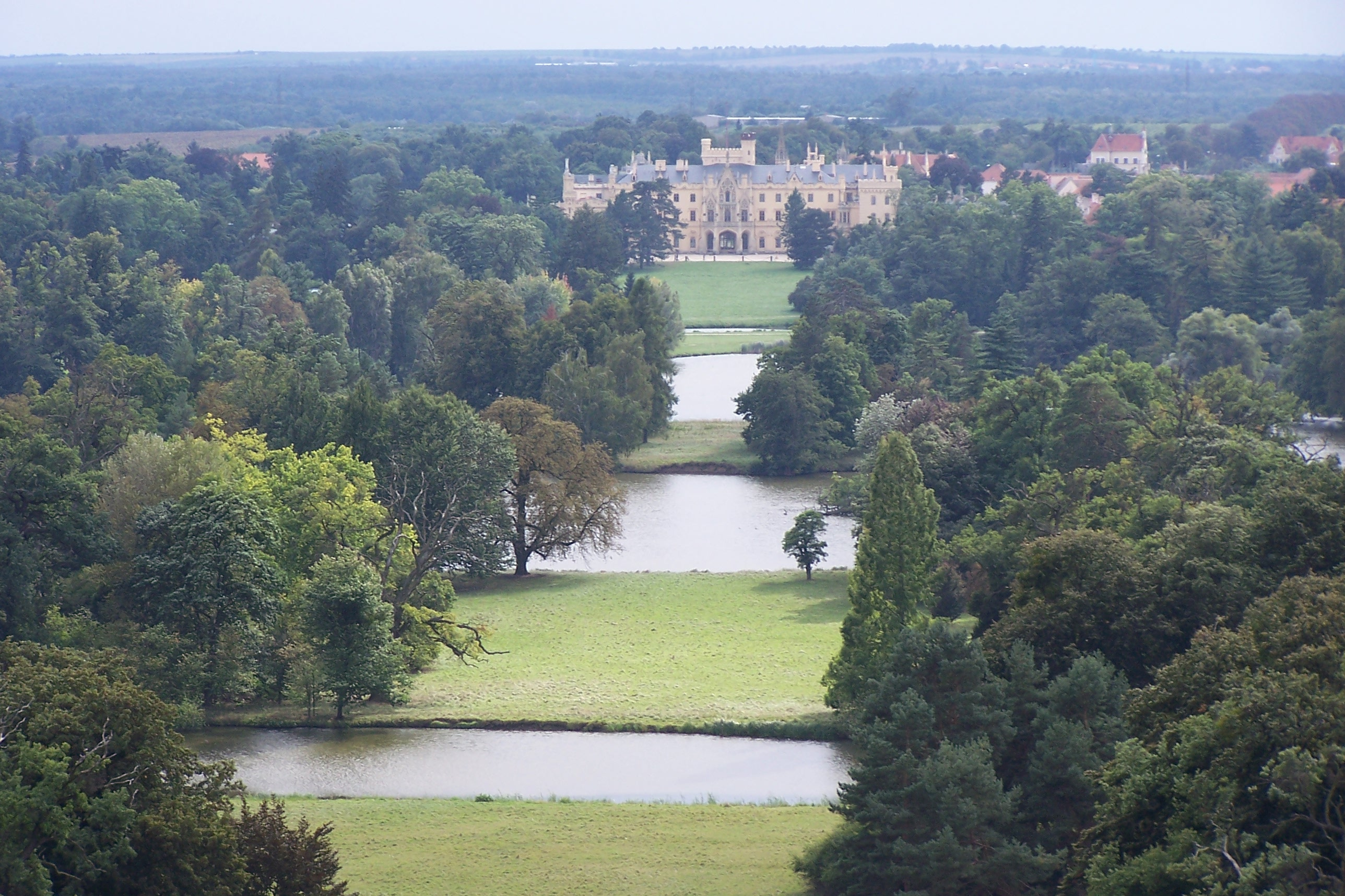
Facciata nord del castello con parte del parco

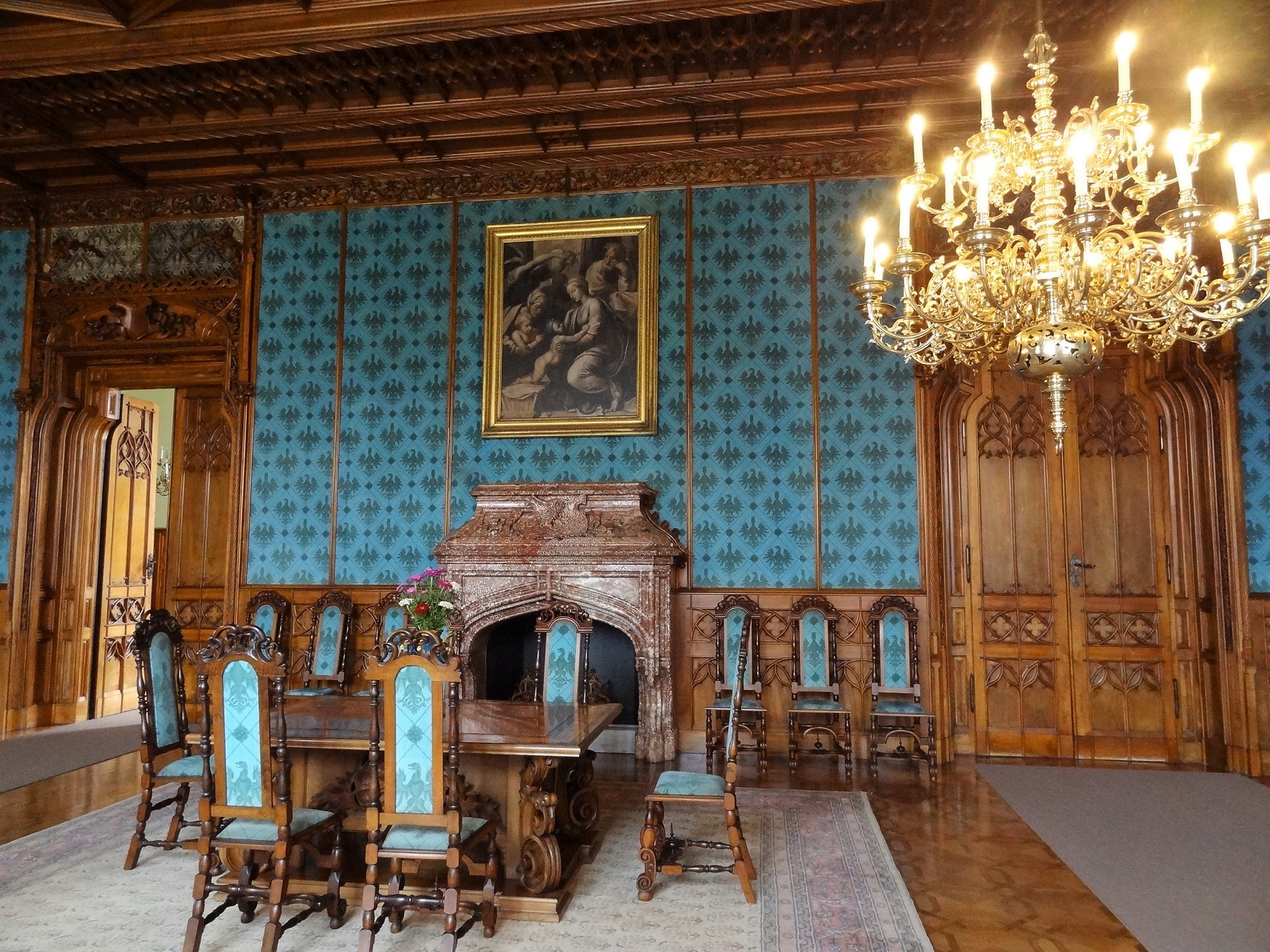
Una delle sale interne del castello

Il villaggio di Lednice viene menzionato in un documento del vescovo di Olomouc Roberto del 1222 quando il territorio apparteneva ai signori Adamar e Lipert di Lednice. Sembra probabile che il castello sia stato costruito poco dopo col compito di sorvegliare il passaggio sul fiume Dyji sulla strada che collegava il nord con il sud del paese. Già nel 1244 il re Venceslao I di Boemia consegnò il castello di Lednice a Sigfried Wais e quasi un secolo più tardi la fortezza entrò in possesso del casato di Liechtenstein. A partire dal 1630 i Liechtenstein fecero ampliare il palazzo e il parco. Nel 1717 presso la residenza del castello fu realizzato un grande stagno e al castello fu aggiunto un secondo cortile grazie alle due nuove ali meridionali e alla grande cappella gentilizia. Tra il castello e il maneggio fu creata in quel momento una grande corte d'onore. La proprietà nel 1772 passò a Francesco Giuseppe I del Liechtenstein. Gli succedettero Luigi I e poi il fratello Giovanni I. Nei primi anni del XIX secolo il parco fu trasformato diventando un parco all'inglese dall'aspetto più naturale. Nel 1815 l'architetto Josef Kornhäusel ricostruì l'ala verso il giardino secondo lo stile impero. Dal 1836 signore del castello divenne Luigi II e durante la sua signoria ebbe luogo l'ultima vasta ricostruzione del castello che assunse da allora le forme di un'architettura neogotica in stile Tudor. Furono diversi gli architetti coinvolti, come Jiří Wingelmüller e Josef Kornhäusel. Quest'ultimo si dedicò in particolare all'ala giardino del castello ed entro la prima metà del secolo sul lato est dell'edificio fu costruita una serra, progettata dall'architetto inglese P.H. Desvignes. La zona d'ingresso e di collegamento tra la serra e il castello fu la sala dei fiori, che venne modificata più volte e trasformata in un teatro che divenne noto perché vi si esibirono importanti artisti arrivati da Vienna.
Tra il XVII e il XX secolo quindi i duchi del Liechtenstein valorizzarono i loro possedimenti nella Moravia Meridionale rendendoli un paesaggio modellato secondo i principi romantici inglesi dell'architettura paesaggistica e facendo nascere uno dei paesaggi artificiali più grandi dell'intera Europa.

## Descrizione
Posto all'interno del paesaggio culturale di Lednice-Valtice è costituito da un vasto complesso edilizio risultato di lunghe opere di restauro e ricostruzione, l'ultima in forme neogotica realizzata attorno alla metà del XIX secolo.

### Cappella

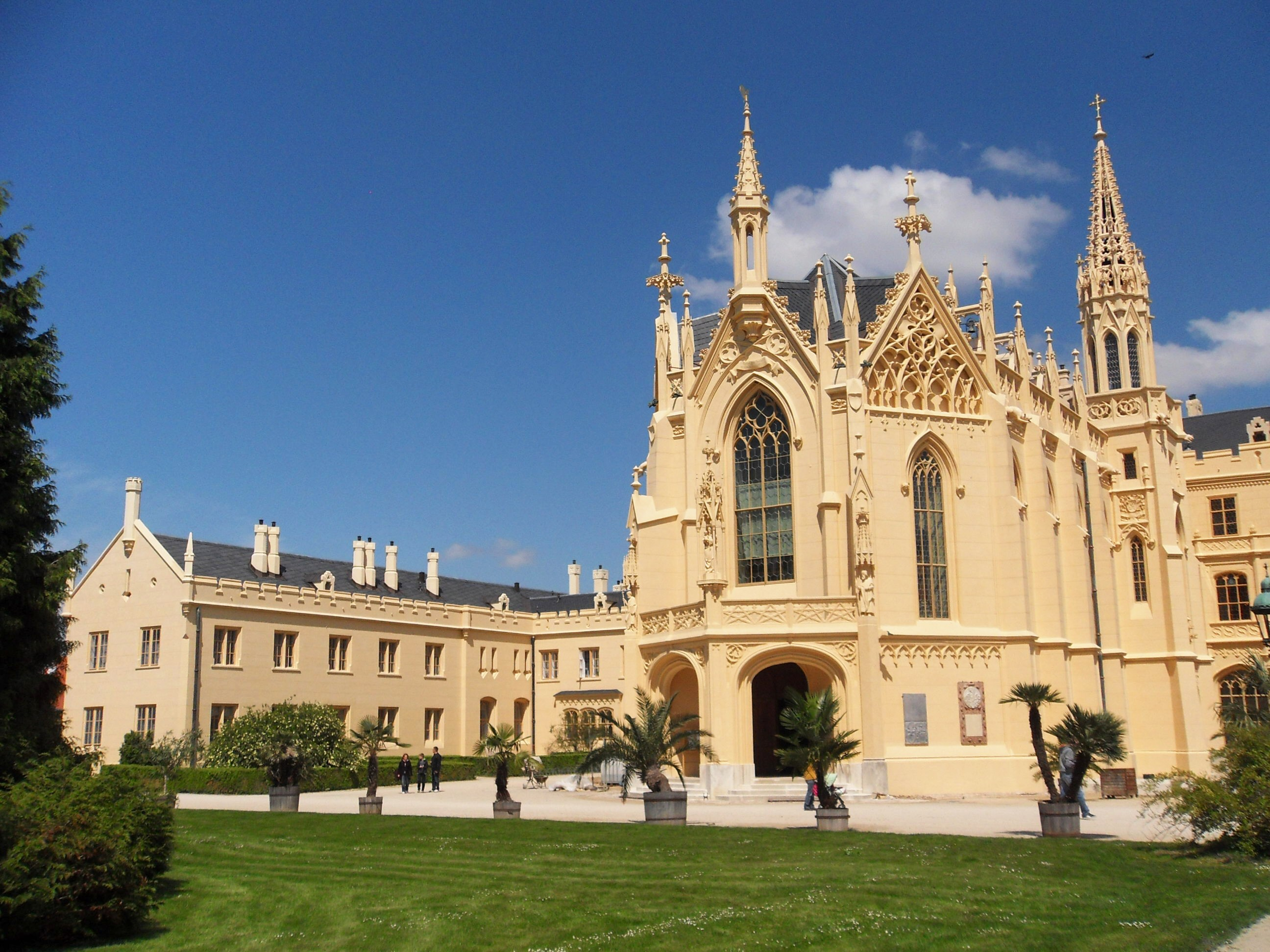
Cappella del castello

La cappella costituisce una delle ali separate posta sulla facciata meridionale del castello e, poiché manca un altro luogo di culto nella città, svolge anche la funzione di chiesa parrocchiale. Segue l'impostazione architettonica neogotica complessiva dell'edificio ed occupa tutta l'ala occidentale. La facciata principale è a tre lati, sormontata da timpani triangolari ricoperti da pannelli. In asse sopra la grande finestra frontale si trova il campanile. Su entrambi i lati longitudinali vi sono strette torri con ingressi laterali al piano terra, sormontate da tetti conici. Il tetto è fortemente spiovente con abbaini. La sala è a navata unica con presbiterio a base pentagonale accessibile da sud attraverso un vestibolo aperto. Sul lato orientale del presbiterio si trova la parte riservata al signore. L'interno della cappella è illuminato da alte finestre ad arco acuto. Le facciate si concludono con un cornicione con fregio decorativo e una balaustra con trafori. La navata centrale è a volta acuta coi costoloni delle volte ridotti a semicolonne ad incastro frontale. Le superfici murali sono dipinte con immagini ad effetto illusorio.

### Serra

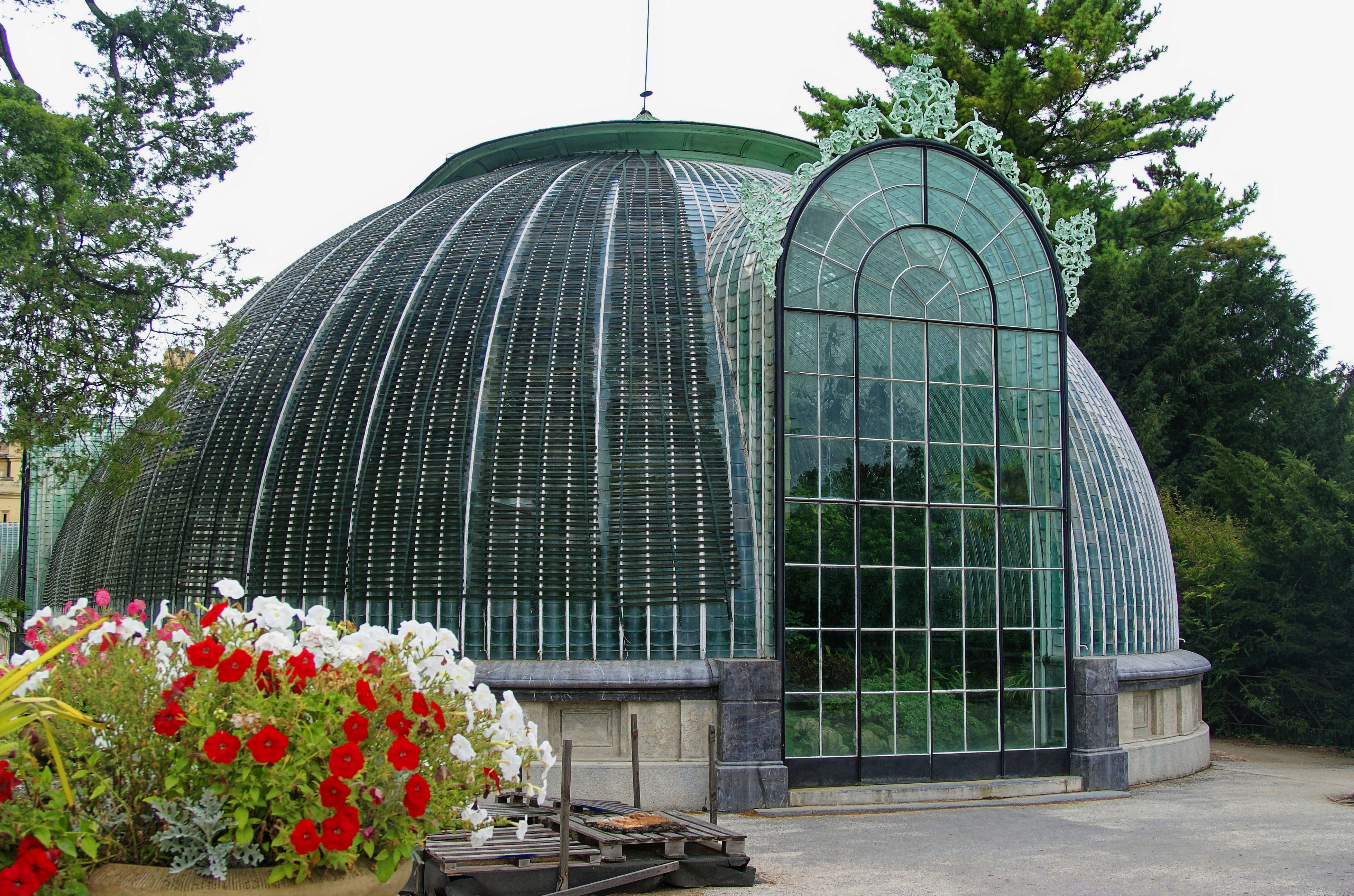
Particolare della serra

La serra è confinante con l'edificio del castello e vi comunica con la sala sotterranea, le cosiddette catacombe, illuminate dal terrazzo di collegamento da 7 lucernari e porte in vetro corredate da due coppie di finestre. L'edificio ha una pianta rettangolare. Alla serra si accede dall'esterno da due coppie di ingressi disposti simmetricamente oltre ad un ingresso, di fronte alla cosiddetta sala dei fiori, a volta semicircolare anch'esso vetrato.

### Maneggio e scuderie

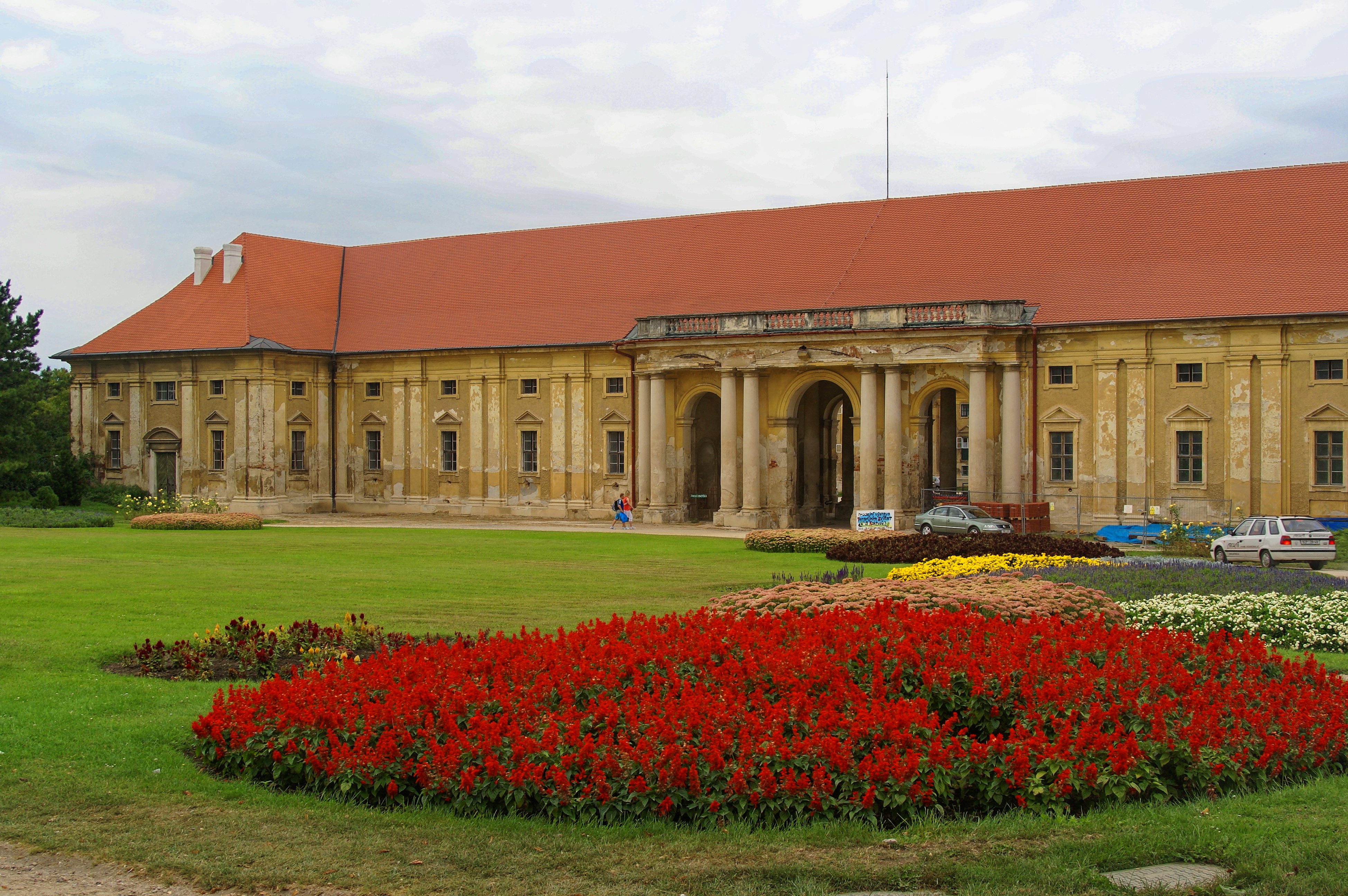
Struttura del maneggio

Il maneggio con le scuderie ha conservato l'aspetto barocco originario. Si trova sul lato nord-ovest del castello ed è costituito da vasto edificio a tre ali che circondano il cortile quadrato e si prolungano in una breve ansa sul lato nord. La struttura è a due piani, coperta da tetti a padiglione. Le facciate del cortile e la facciata esterna dell'ala sud sono divise da un alto ordine di lesene. La facciata principale si differenzia per la decorazione delle cornici delle finestre, la più ricca è sempre sul lato rivolto al cortile. Gli scudi sui portali sono completati da decorazioni scultoree.

### Parco

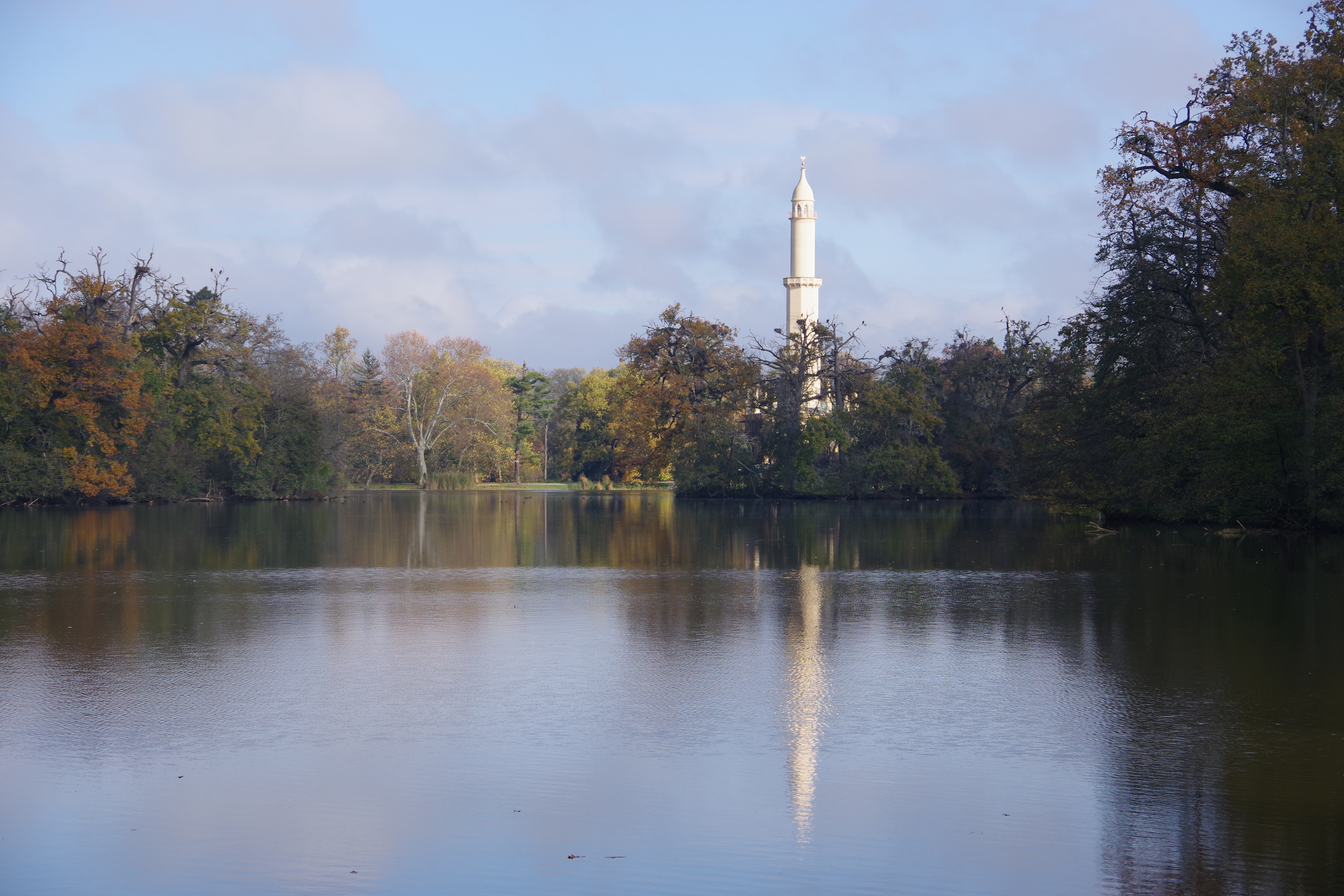
Il minareto nel parco

Il grande parco è in parte naturale, presso il fiume Dyjí, e in parte artificiale. L'area chiusa si divide in due parti, la prima consiste in un giardino alla francese con un sistema geometrico di vialetti di sabbia e una serie di sculture e piccole opere architettoniche, mentre la seconda è un parco all'inglese irregolare è intrecciato da un sistema di canali e laghetti con isole e una serie di edifici romantici come un minareto, l'acquedotto, la grotta e il gazebo. Alcune isole sono accessibili tramite ponti, complessivamente 11, uno dei quali, presso l'acquedotto, è in cemento armato, mentre gli altri sono in legno. Ad eccezione di un solo ponte tutti sono stati realizzati come repliche degli originali sulla base delle fonti d'archivio utilizzando strutture più antiche di muri di sostegno in pietra, in alcuni casi con coronamento in mattoni. puntoni e travi metalliche. Le ringhiere dei singoli ponti sono personalizzate. Le strade, soprattutto nella parte francese, sono illuminate da lampioni.

### Monumento culturale della Repubblica Ceca e patrimonio dell'umanità
La tutela dei monumenti della Repubblica Ceca considera il castello di Lednice un monumento culturale tutelato col numero di catalogo 1000159057. L'intera struttura inoltre rientra nell'area di un patrimonio dell'umanità della Repubblica Ceca.